# Amerikanska Jungfruöarna i olympiska vinterspelen 1998
Amerikanska Jungfruöarna deltog i olympiska vinterspelen 1998. Amerikanska Jungfruöarnas trupp bestod av sju idrottare varav sex var män (bob) och en var kvinna(rodel). Den äldsta i truppen var Anne Abernathy (44 år, 305 dagar) och den yngsta var Jeff Kromenhoek (21 år, 337 dagar).

## Resultat

### Bob
- Två-manna
  - Zachary Zoller & Jeff Kromenhoek - 33
  - Keith Sudziarski & Todd Schultz - 36
- Fyra-manna
  - Keith Sudziarski, Christian Brown, Paul Zar & Jeff Kromenhoek - 29

### Rodel
- Damer
  - Anne Abernathy - 24